# Presencia humana en el espacio

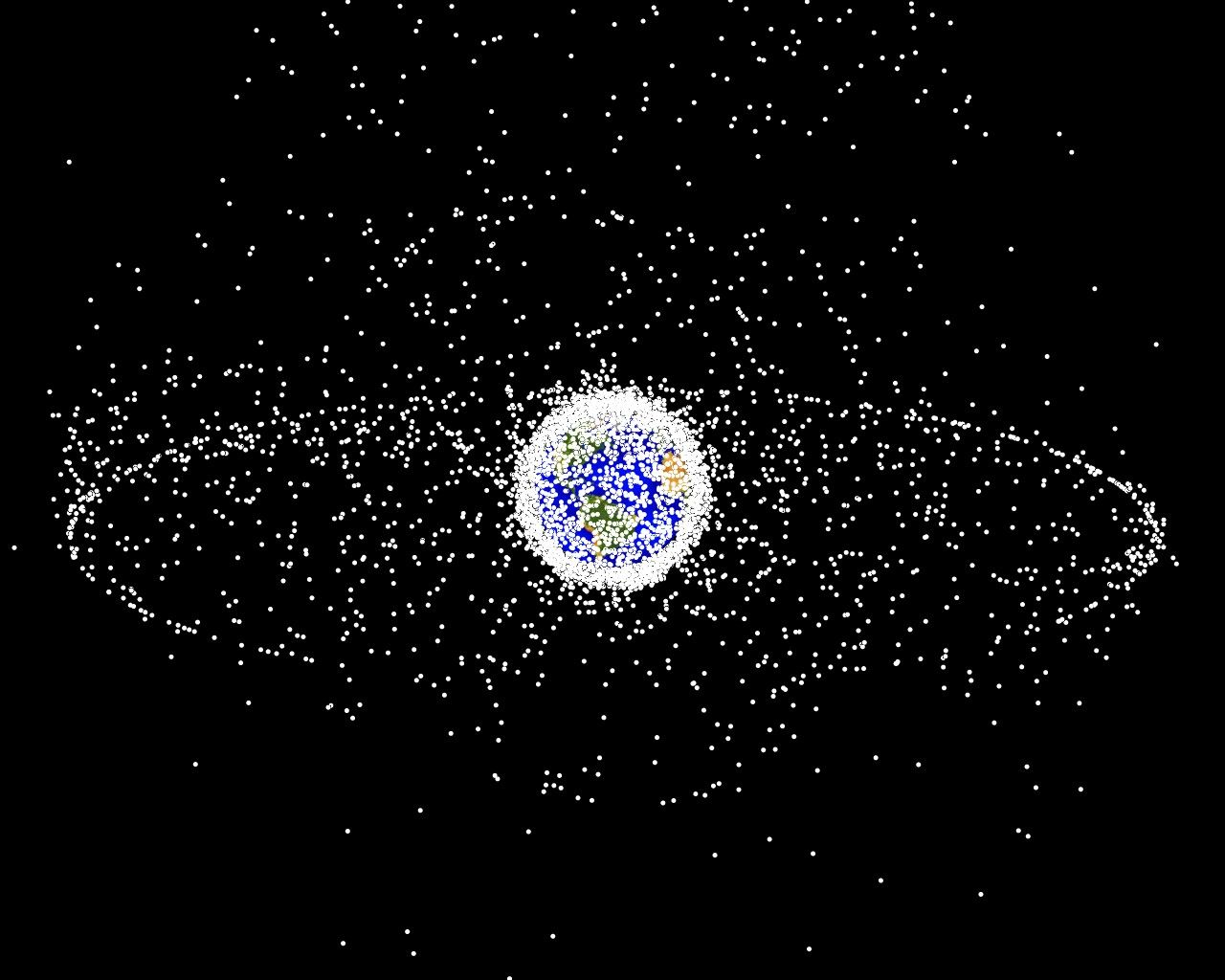
Una imagen generada por ordenador que mapea la prevalencia de satélites artificiales y basura espacial alrededor de la Tierra en órbita geosíncrona y baja

La presencia humana en el espacio, presencia antropogénica en el espacio o humanidad en el espacio son expresiones sinónimas que hacen referencia es la colonización del espacio o de los cuerpos astronómicos, bien directamente o por telepresencia. La presencia humana en el espacio, especialmente si no es directa, puede adoptar distintas formas físicas, desde basura espacial, naves espaciales tripuladas o no tripuladas, satélites artificiales, observatorios espaciales o estaciones espaciales.

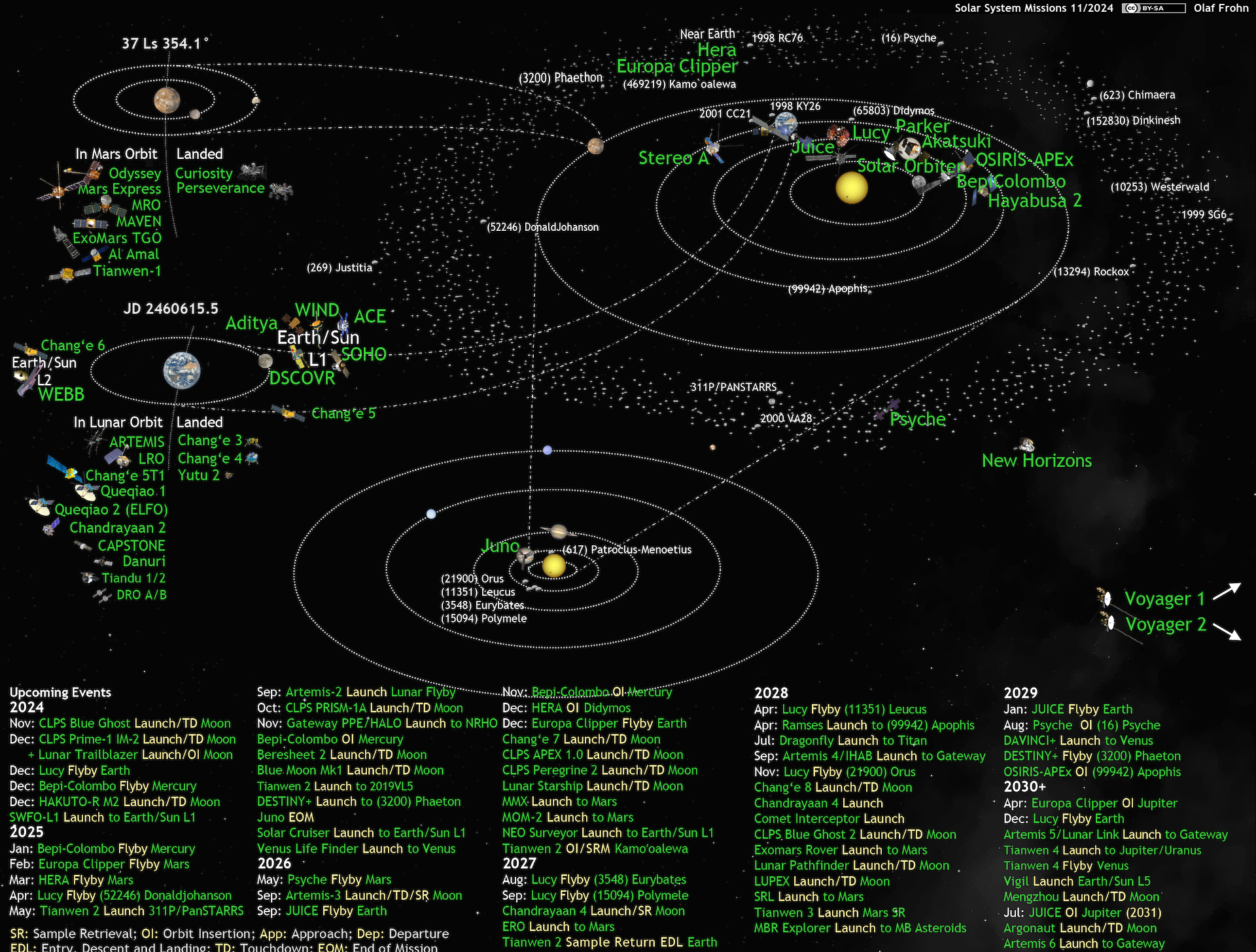
Todas las sondas espaciales del Sistema Solar activas en 2024 (y una lista de las próximas)

Si bien la presencia humana en el espacio, en particular su continuidad y permanencia, puede ser un objetivo en sí mismo, pueden existir otros propósitos como la exploración espacial y el uso comercial del espacio y los asentamientos extraterrestres o incluso la propia colonización espacial y su militarización. La presencia humana en el espacio se realiza y se mantiene mediante el avance y la aplicación de las ciencias espaciales, en particular la astronáutica en forma de vuelos e infraestructura espacial.
Los seres humanos han logrado cierta presencia mediada en todo el sistema solar, pero la presencia más extensa ha sido en órbita alrededor de la Tierra. Los seres humanos llegaron al espacio exterior de forma mediada en 1944 (MW 18014) y han mantenido una presencia mediada desde 1958 (Vanguard 1),[a] además de haber llegado al espacio directamente por primera vez el 12 de abril de 1961 (Yuri Gagarin) y de forma continua desde el año 2000 con la Estación Espacial Internacional (ISS) tripulada, o desde finales de la década de 1980, con algunas interrupciones, a través de la tripulación de su predecesora, la estación espacial Mir.La creciente y extensa presencia humana en el espacio orbital alrededor de la Tierra, además de sus beneficios, también ha supuesto una amenaza al generar desechos espaciales, lo que podría provocar el llamado síndrome de Kessler.Esto ha planteado la necesidad de regular y mitigar dicha amenaza para garantizar un acceso sostenible al espacio exterior.
El acceso al espacio y la presencia humana en él se han perseguido y permitido mediante el establecimiento de la legislación espacial y la industria espacial, creando una infraestructura espacial. Sin embargo, la sostenibilidad sigue siendo un objetivo difícil de alcanzar, y las Naciones Unidas consideran necesario promover la sostenibilidad a largo plazo de las actividades espaciales en la ciencia y las aplicaciones espaciales, mientras que Estados Unidos lo considera un objetivo crucial de su política y programa espaciales actuales.

## Terminología
Dado que el espacio exterior es la extensión dominante del espacio, "espacio" se utiliza a menudo como sinónimo de espacio exterior, refiriéndose a la presencia humana en el espacio a la presencia humana en todo el espacio, incluidos los cuerpos astronómicos que rodean el espacio exterior.
Estados Unidos ha utilizado el término "presencia humana" para identificar uno de los objetivos a largo plazo de su programa espacial y su cooperación internacional. Aunque tradicionalmente significa y se utiliza para nombrar la presencia humana directa, también se utiliza para la presencia mediada. La diferenciación entre la presencia humana directa y la presencia mediada en el espacio, es decir, la presencia humana o no humana, como en el caso de las naves espaciales tripuladas o no tripuladas, tiene su origen en la historia de cómo se entiende la presencia humana (véase el capítulo dedicado a este tema).
La presencia humana, en particular la directa, en el espacio se sustituye a veces por "botas sobre el terreno" o se equipara con la colonización espacial. Pero estos términos, en particular colonización[8] e incluso asentamiento, se han evitado y cuestionado para describir la presencia humana en el espacio, ya que emplean conceptos muy particulares de apropiación, con una carga histórica, que abordan las formas de presencia humana de una manera particular y no general.
Como alternativa, algunos han utilizado el término "humanización del espacio", que se diferencia por centrarse en el desarrollo general, el impacto y la estructura de la presencia humana en el espacio.
A nivel internacional, las Naciones Unidas utilizan la expresión "actividad espacial" para referirse a la actividad de sus Estados miembros en el espacio.

## Historia
La presencia humana en el espacio exterior comenzó con los primeros lanzamientos de objetos artificiales a mediados del siglo XX y ha aumentado hasta el punto de que la Tierra está orbitada por una gran cantidad de objetos artificiales y los confines del Sistema Solar han sido visitados y explorados por una serie de sondas espaciales. La presencia humana en todo el Sistema Solar continúa con diferentes misiones contemporáneas y futuras, la mayoría de las cuales median la presencia humana a través de vuelos espaciales robóticos.
La presencia humana en el espacio, que comenzó como un proyecto realizado por la Unión Soviética y al que siguió la competencia de los Estados Unidos, es ahora un campo cada vez más internacional y comercial.

## Representación, participación y regulación
La participación y representación de la humanidad en el espacio es una cuestión de acceso y presencia humana en el espacio desde los inicios de los vuelos espaciales.Se han creado diferentes agencias espaciales, programas espaciales y grupos de interés, como la Unión Astronómica Internacional, que apoyan o producen la presencia de la humanidad o de un grupo humano concreto en el espacio. La representación se ha visto condicionada por la inclusividad, el alcance y las diferentes capacidades de estas organizaciones y programas.
Algunos derechos de los países no espaciales a participar en los vuelos espaciales se han garantizado mediante la legislación espacial internacional, que declara el espacio como "propiedad de toda la humanidad" y entiende los vuelos espaciales como su recurso, aunque el reparto del espacio para toda la humanidad sigue siendo criticado por imperialista e insuficiente,especialmente en lo que respecta a la regulación de los vuelos espaciales privados.
Además de la inclusión internacional, también ha sido deficiente la inclusión de las mujeres, las personas de color y las personas con discapacidad. Para lograr unos vuelos espaciales más inclusivos, en los últimos años se han creado organizaciones como la Justspace Alliance y la IAU featured Inclusive Astronomy .

### Legislación y gobernanza
La actividad espacial se basa legalmente en el Tratado del Espacio Ultraterrestre, el principal tratado internacional. Aunque existen otros
acuerdos internacionales, como el Tratado de la Luna, que cuenta con un número significativamente menor de ratificaciones.
El Tratado sobre el Espacio Ultraterrestre estableció las ramificaciones básicas para la actividad espacial en su artículo primero: "La exploración y utilización del espacio ultraterrestre, incluida la Luna y otros cuerpos celestes, se llevará a cabo en beneficio e interés de todos los países, independientemente de su grado de desarrollo económico o científico, y será competencia de toda la humanidad".
Y continúa en el artículo segundo afirmando: "El espacio ultraterrestre, incluida la Luna y otros cuerpos celestes, no podrá ser objeto de apropiación nacional por reivindicación de soberanía, por medio de su uso u ocupación, ni por ningún otro medio".
El desarrollo del derecho internacional del espacio se ha centrado en gran medida en la definición del espacio ultraterrestre como patrimonio común de la humanidad. La Carta Magna del Espacio, presentada por William A. Hyman en 1966, definió explícitamente el espacio ultraterrestre no como terra nullius, sino como res communis, lo que posteriormente influyó en la labor de la Comisión de las Naciones Unidas para el Uso Pacífico del Espacio Ultraterrestre (COPUOS).
La Oficina de Asuntos del Espacio Ultraterrestre de las Naciones Unidas y la Unión Internacional de Telecomunicaciones son organizaciones internacionales fundamentales para facilitar la regulación espacial, como la gestión del tráfico espacial.

## Formas

### Señales y radiación

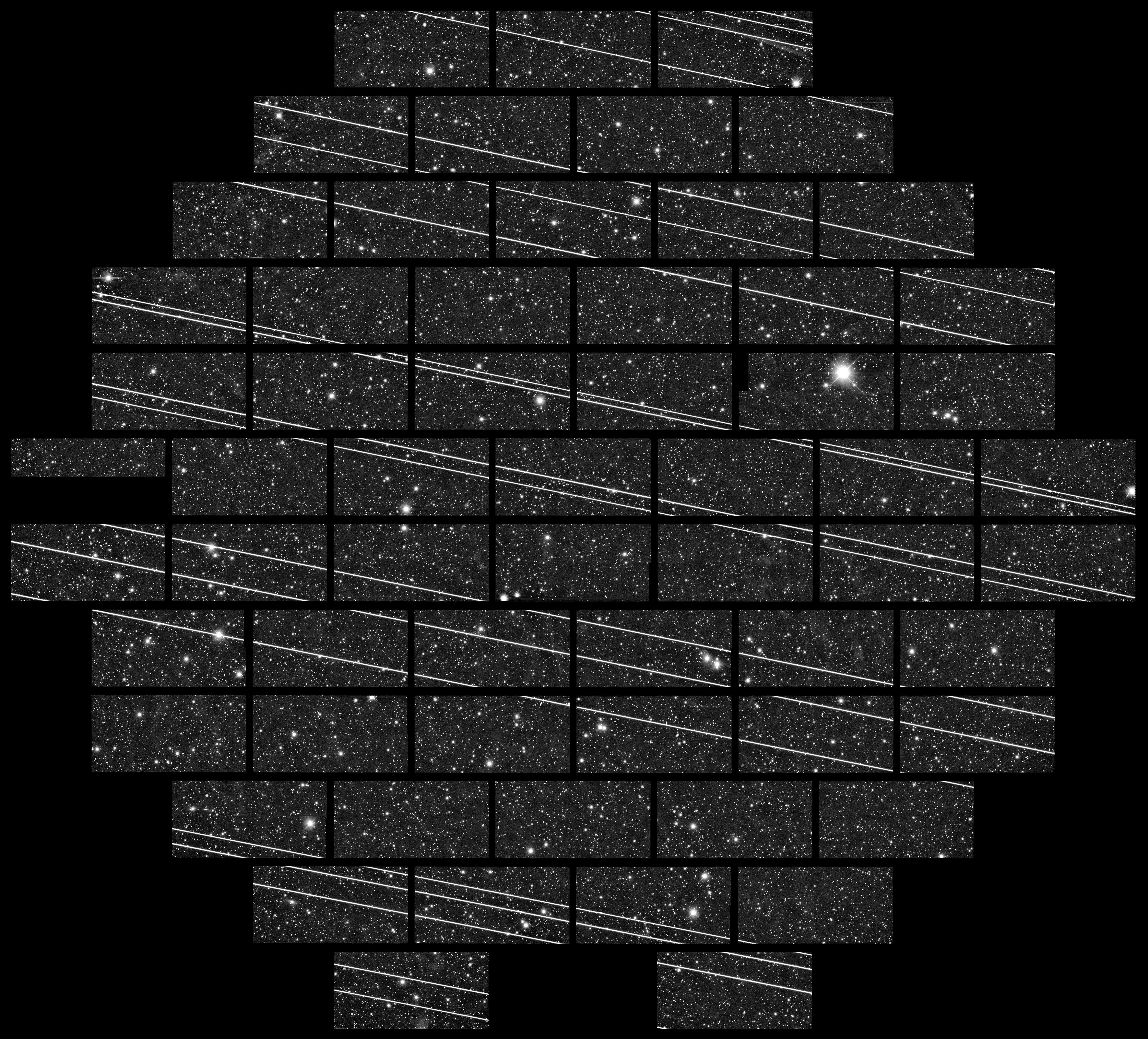
Imagen de 333 segundos de exposición del cielo nocturno que contiene 19 o más rayas debidas a la contaminación lumínica de la llamarada del satélite Starlink

Los seres humanos han estado produciendo una serie de radiaciones que han llegado al espacio tanto de forma involuntaria como intencionada, mucho antes de que hubiera presencia humana directa en el espacio. Las radiaciones electromagnéticas, como la luz, producidas por los seres humanos han llegado incluso a estrellas tan lejanas como la edad de la radiación.
Desde principios del siglo XX, los seres humanos han estado enviando radiación al espacio de forma significativa. Las explosiones nucleares, especialmente las de gran altitud, han introducido desde 1958, solo un año después del lanzamiento del primer satélite Sputnik, una radiación fuerte y amplia procedente de los seres humanos en el espacio, produciendo pulsos electromagnéticos y cinturones de radiación orbitales, lo que se suma al potencial destructivo de la explosión en tierra y en órbita.
Si bien el perfil de radiación de la Tierra y de la humanidad es el principal material para la observación remota de la Tierra desde el espacio, la radiación generada por la actividad humana desde la Tierra y desde el espacio también ha sido un obstáculo para las actividades humanas, como la vida espiritual o la astronomía, debido a la contaminación lumínicay la contaminación del espectro radioeléctrico desde la Tierra y el espacio. En el caso de la radioastronomía, se han mantenido y buscado zonas de silencio radioeléctrico, siendo la cara oculta de la Luna la más prístina, alejada de las interferencias electromagnéticas provocadas por el ser humano.

### Basura espacial e impacto humano

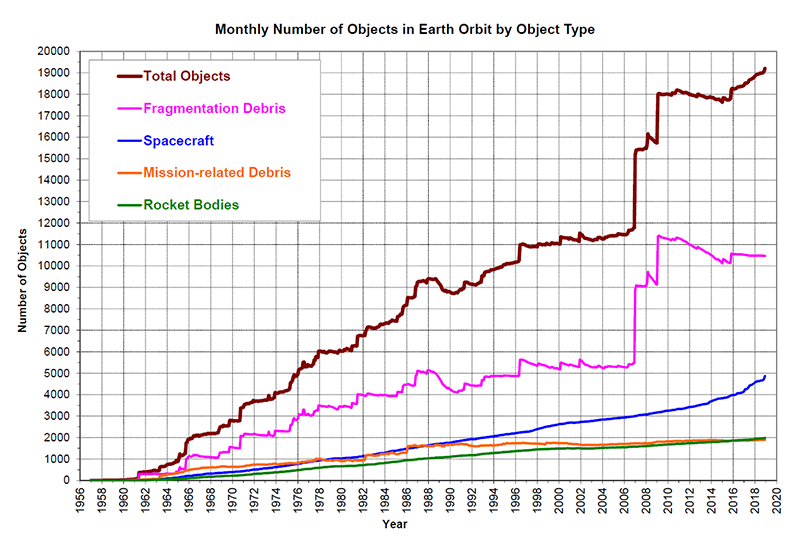
Objetos en órbita terrestre, incluidos restos de fragmentación. Noviembre de 2020 NASA:ODPO

La basura espacial, como producto y forma de presencia humana en el espacio, ha existido desde los primeros vuelos espaciales orbitales y se presenta principalmente en forma de desechos espaciales en el espacio exterior. Los desechos espaciales han sido, por ejemplo, posiblemente los primeros objetos humanos presentes en el espacio más allá de la Tierra, alcanzando su velocidad de escape tras ser expulsados deliberadamente de un cohete Aerobee que explotó en 1957. La mayor parte de los desechos espaciales se encuentran en órbita alrededor de la Tierra, donde pueden permanecer durante años o siglos si se encuentran a altitudes de cientos o miles de kilómetros, antes de caer a la Tierra.Los desechos espaciales son un peligro, ya que pueden chocar con naves espaciales y dañarlas. Al haber alcanzado cantidades considerables alrededor de la Tierra, se han puesto en marcha políticas para prevenir los desechos espaciales y los peligros, como la regulación internacional para prevenir los peligros nucleares en la órbita terrestre y la Convención de Registro como parte de la gestión del tráfico espacial.
Pero la basura espacial también puede ser el resultado de la actividad humana en cuerpos astronómicos, como los restos de misiones espaciales, como los numerosos objetos artificiales que se dejaron en la Luna y en otros cuerpos.

### Robótica
La presencia humana en el espacio se ha basado en gran medida en las numerosas naves espaciales robóticas, en particular en los numerosos satélites artificiales que orbitan alrededor de la Tierra.
Muchos de los primeros hitos de la presencia humana en el espacio se han logrado gracias a misiones robóticas. El primer objeto artificial en alcanzar el espacio, por encima de la línea de Kármán a 100 km de altitud, y por lo tanto en realizar el primer vuelo suborbital, fue el MW 18014 en 1944. Pero la primera presencia sostenida en el espacio se estableció con el vuelo orbital del Sputnik en 1957. A este le siguió un gran número de sondas espaciales robóticas que lograron la presencia y exploración humanas en todo el sistema solar por primera vez.
La presencia humana en la Luna se estableció con el programa Luna, que comenzó en 1959, con un primer sobrevuelo y órbita heliocéntrica (Luna 1), la primera llegada de un objeto artificial a la superficie con un impactador (Luna 2) y, por primera vez, un vuelo exitoso a la cara oculta de la Luna (Luna 3). En 1966, la Luna fue visitada por primera vez por un módulo de aterrizaje (Luna 9) y un orbitador (Luna 10), y en 1970, por primera vez, un rover (Lunokhod 1) aterrizó en un cuerpo extraterrestre. La presencia interplanetaria se estableció en Venus gracias al programa Venera, con un sobrevuelo en 1961 (Venera 1) y un choque en 1966 (Venera 3).
La presencia en el sistema solar exterior se logró con la Pioneer 10 en 1972 y la presencia en el espacio interestelar con la Voyager 1 en 2012.
El Vanguard 1 de 1958 es el cuarto satélite artificial y la nave espacial más antigua que sigue en el espacio y en órbita alrededor de la Tierra, aunque inactiva.

### Presencia de vida no humana procedente de la Tierra

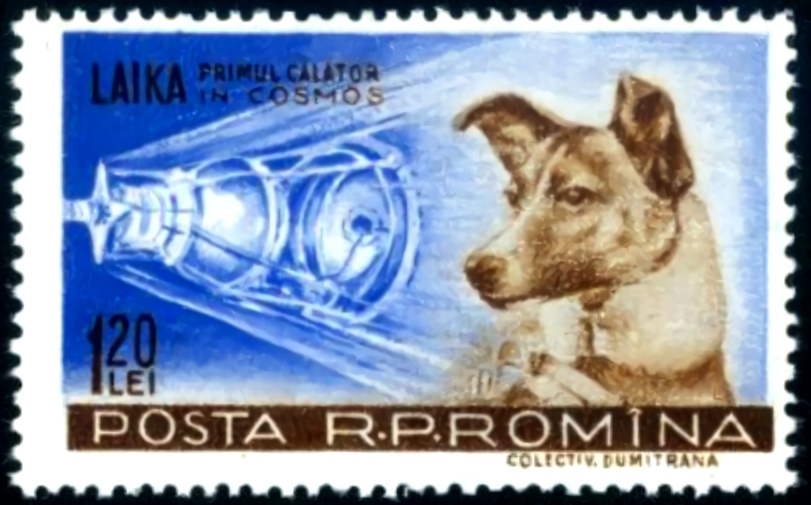
Laika fue enviada al espacio en 1957, sin planes de supervivencia a su regreso, convirtiéndose en el primer animal (incluidos los humanos) en alcanzar la órbita. Aquí, con su arnés de vuelo, en un sello rumano de 1959.

Desde los inicios de las actividades espaciales humanas en 1944, y posiblemente incluso antes, la vida ha estado presente en forma de organismos microscópicos como contaminantes espaciales y, a partir de 1960, como sujetos de investigación espacial. Antes de los vuelos espaciales tripulados, los animales no humanos habían sido objeto de investigación espacial, concretamente en bioastronáutica y astrobiología, y se les sometía a vuelos de prueba cada vez más exigentes. Los primeros animales (incluidos los humanos) y semillas de plantas en el espacio por encima de la línea de Kármán, a 100 km, fueron semillas de maíz y moscas de la fruta, lanzadas por primera vez el 9 de julio de 1946,y las primeras moscas de la fruta lanzadas y que regresaron con vida en 1947. En 1949, Albert II se convirtió en el primer mamífero y el primer primate en alcanzar la línea de Kármán, a 100 km, y en 1957 la perra Laika se convirtió en el primer animal en orbitar, siendo ambos también las primeras víctimas mortales de los vuelos espaciales y en el espacio, respectivamente. En 1968, en el Zond 5, tortugas, insectos y plantas se convirtieron en los primeros animales (incluidos los humanos) y plantas en volar a la Luna y regresar sanos y salvos de cualquier vuelo extraterrestre. En 2019, Chang'e 4 aterrizó moscas de la fruta en la Luna, la primera estancia extraterrestre de animales no humanos.
Las visitas de organismos a cuerpos extraterrestres han sido un tema importante en la protección planetaria, como ocurrió con el choque de los tardígrados en la Luna en 2019.
Las primeras plantas se cultivaron en 1966 con Kosmos 110 y en 1971 en Salyut 1, y las primeras semillas se produjeron el 4 de agosto de 1982 en Salyut 7.La primera planta que brotó en la Luna y en cualquier cuerpo extraterrestre creció en 2019, en el módulo de aterrizaje Chang'e 4.
Las plantas y su cultivo en el espacio y en lugares como la Luna han sido temas importantes de la investigación espacial, pero también como apoyo psicológico y posiblemente como fuente de nutrición durante la presencia continua de tripulaciones en el espacio.

### Presencia humana directa en el espacio

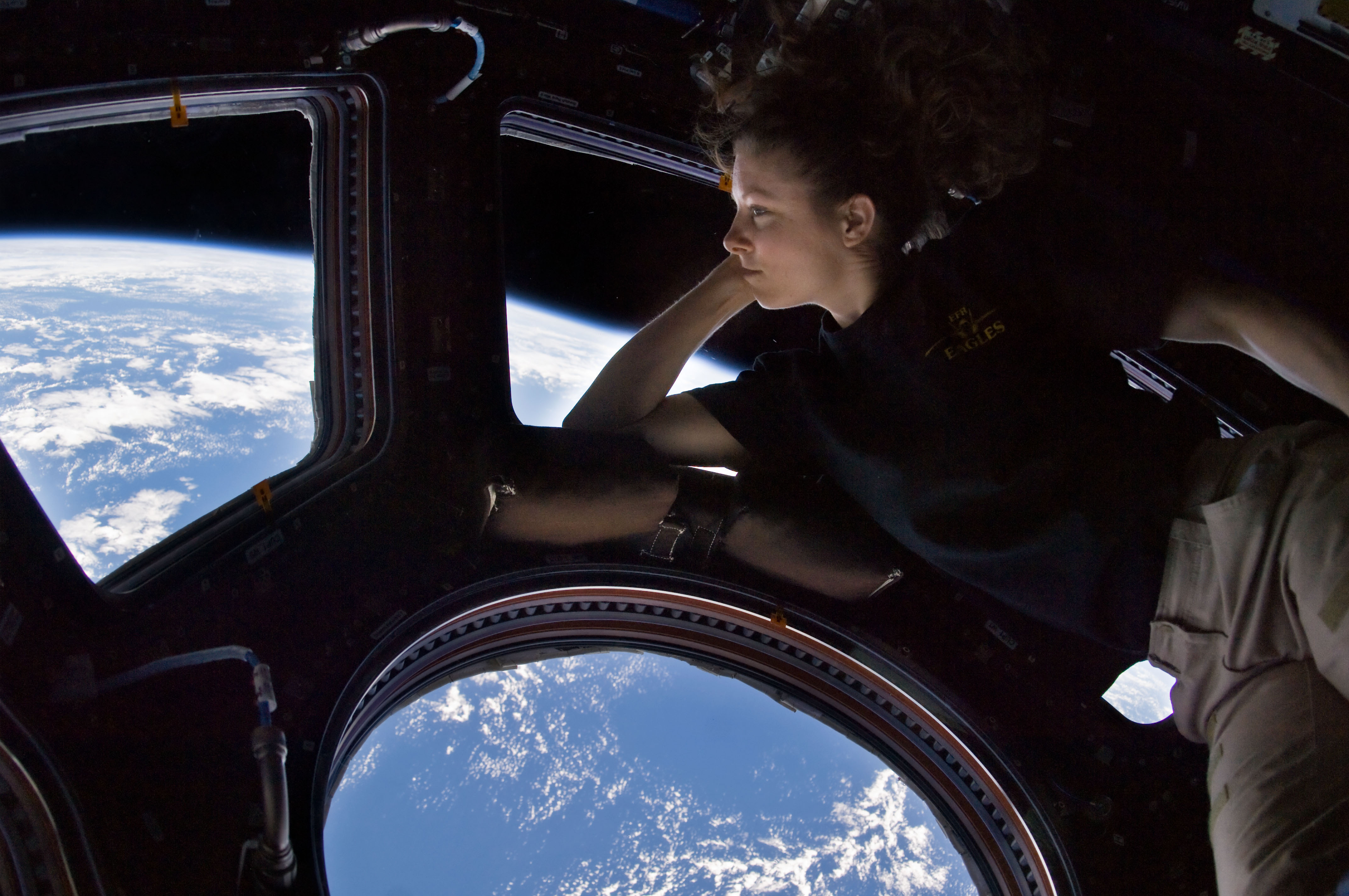
Tracy Caldwell Dyson, tripulante de la Estación Espacial Internacional, observa la Tierra en 2010.

La presencia humana directa en el espacio se logró con Yuri Gagarin, quien en 1961 voló en una cápsula espacial y completó la primera órbita alrededor de la Tierra. La presencia humana directa en el espacio abierto, es decir, salir de una nave espacial con un traje espacial, lo que se conoce como actividad extravehicular, se logró por primera vez en 1965 con Alexei Leonov.
Aunque Valentina Tereshkova fue en 1963 la primera mujer en el espacio, las mujeres no volvieron a estar presentes en el espacio hasta la década de 1980 y siguen estando infrarrepresentadas, por ejemplo, ninguna mujer ha estado nunca en la Luna. La internacionalización de la presencia humana directa en el espacio comenzó con el primer encuentro espacial de dos tripulaciones de diferentes programas de vuelos espaciales tripulados, la misión Apolo-Soyuz en 1975 y, a finales de la década de 1970, con el programa Interkosmos.
Las estaciones espaciales han albergado hasta ahora la única presencia humana directa de larga duración en el espacio. Tras la primera estación Salyut 1 (1971) y su trágica tripulación Soyuz 11, las estaciones espaciales han funcionado de forma consecutiva desde Skylab (1973), lo que ha permitido una progresión de la presencia humana directa de larga duración en el espacio. A la presencia humana directa de larga duración se han sumado tripulaciones visitantes desde 1977 (Salyut 6). La presencia humana directa consecutiva en el espacio se ha logrado desde la sucesora de Salyut, Mir, a partir de 1987. Esto continuó hasta la transición operativa de Mir a la ISS, lo que dio lugar, con su primera ocupación, a una presencia humana directa ininterrumpida en el espacio desde 2000. Mientras que los registros de población humana en órbita pasaron de 1 en 1961, 2 en 1962, 4-7 en 1969, 7-11 en 1984 y 13 en 1995, a 14 en 2021, 17 en 2023y 19 en 2024, se ha convertido en una población continua de no menos de 10 personas en dos estaciones espaciales desde el 5 de junio de 2022 (a partir de 2024).La ISS ha acogido al mayor número de personas en el espacio al mismo tiempo, alcanzando las 13 por primera vez durante los once días de acoplamiento del STS-127 en 2009.

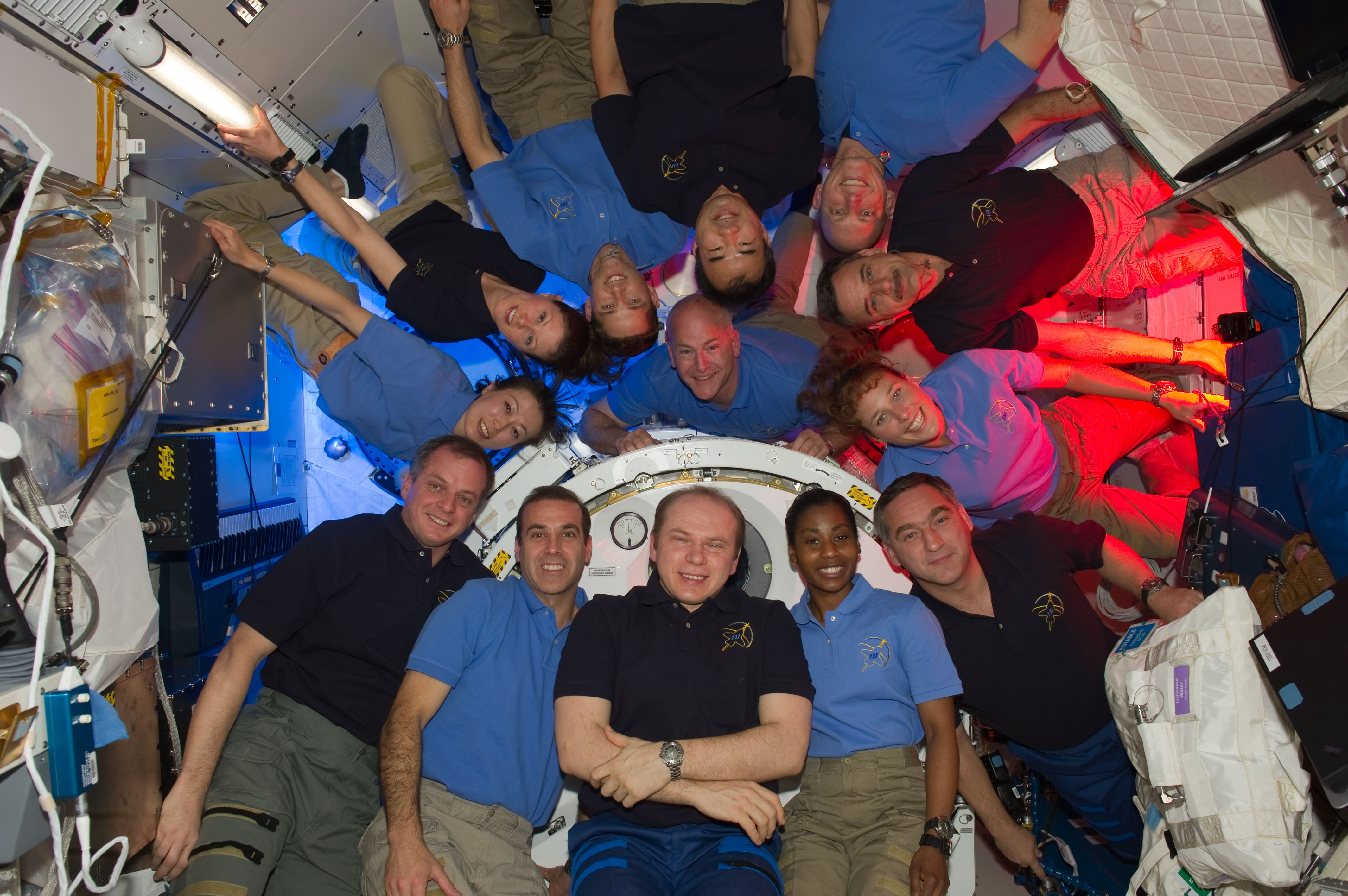
Los miembros de la tripulación del STS-131 y de la Expedición 23 se reúnen para un retrato de grupo de 13 en 2010, que estableció el récord de cuatro mujeres al mismo tiempo en el espacio.

Más allá de la Tierra, la Luna ha sido el único objeto astronómico que hasta ahora ha visto la presencia humana directa a través de las misiones Apolo, que duraron una semana, entre 1968 y 1972, comenzando con la primera órbita del Apolo 8 en 1968 y con el primer alunizaje del Apolo 11 en 1969. La estancia extraterrestre más larga fue de tres días, realizada por el Apolo 17.
Si bien la mayoría de las personas que han estado en el espacio son astronautas, miembros profesionales de programas de vuelos espaciales tripulados, en particular los gubernamentales, los pocos demás, a partir de la década de 1980, han sido entrenados y han ido al espacio como participantes en vuelos espaciales, y el primer turista espacial permaneció en el espacio en 2001.

A finales de la década de 2010, varios cientos de personas de más de 40 países han viajado al espacio, la mayoría de ellas alcanzando la órbita. 24 personas han viajado a la Luna y 12 de ellas han caminado sobre ella. En 2007, los viajeros espaciales habían pasado más de 29 000 días-persona (o un total acumulado de más de 77 años) en el espacio, incluyendo más de 100 días-persona de paseos espaciales.La duración habitual de las estancias prolongadas en el espacio es de seis meses,siendo la estancia más larga registrada de aproximadamente un año.

### Infraestructura espacial
La presencia humana permanente en el espacio depende de una infraestructura espacial establecida que albergue, abastezca y mantenga la presencia humana. Dicha infraestructura se ha basado originalmente en la Tierra, pero con el aumento del número de satélites y las misiones de larga duración más allá de la cara visible de la Luna, se está utilizando una infraestructura espacial. Las primeras infraestructuras interplanetarias simples han sido creadas por sondas espaciales, en particular cuando se emplea un sistema que combina un módulo de aterrizaje y un orbitador de retransmisión.

Las estaciones espaciales son hábitats espaciales que han proporcionado una infraestructura crucial para mantener una presencia humana continua y directa, incluida la no humana, en el espacio. Las estaciones espaciales han estado continuamente presentes en órbita alrededor de la Tierra desde el Skylab en 1973, pasando por las estaciones Salyut, Mir y, finalmente, la ISS. El programa Artemis previsto incluye la Lunar Gateway, una futura estación espacial alrededor de la Luna que servirá como estación de paso para múltiples misiones.

### Espiritual y artístico

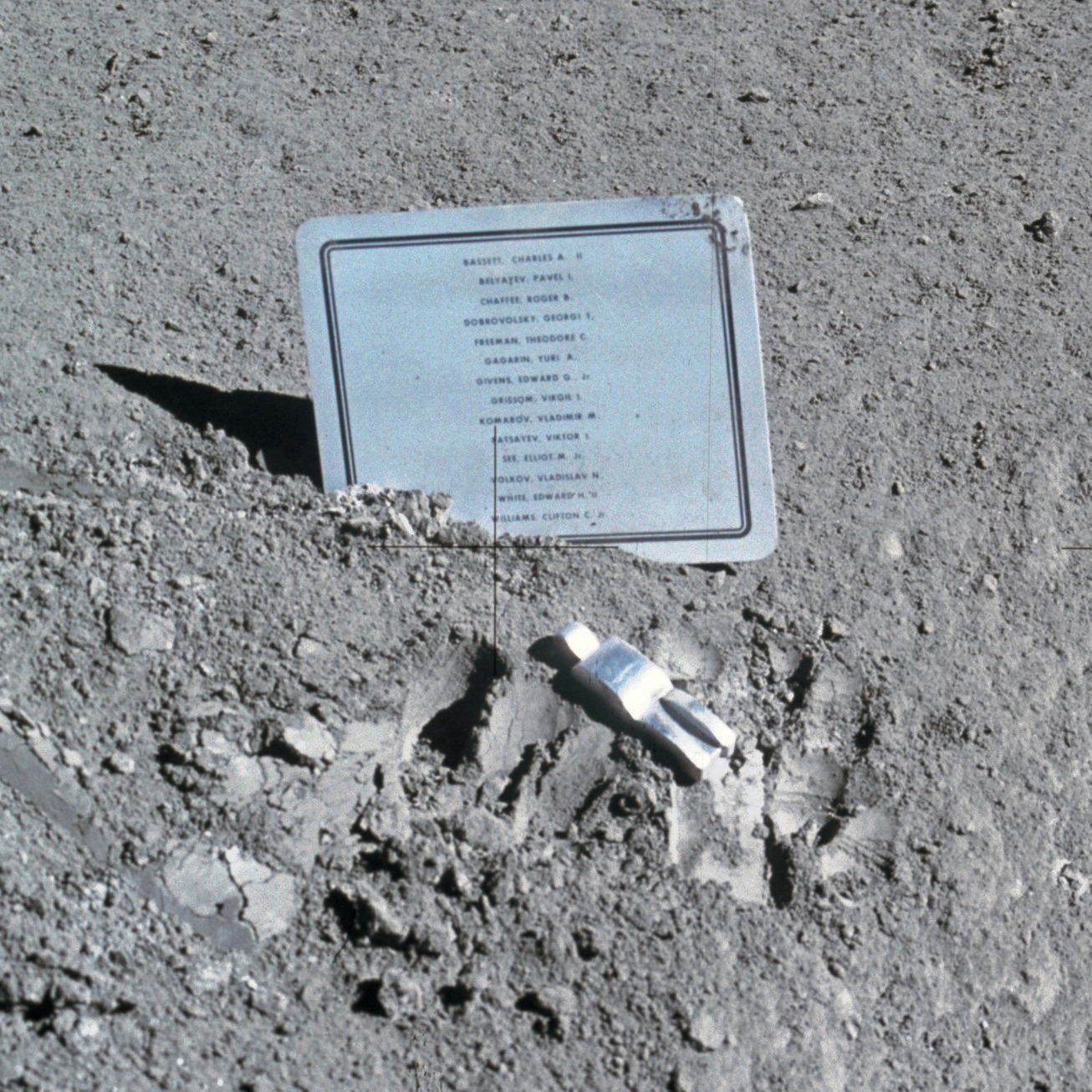
Escultura del astronauta caído Paul Van Hoeydonck, colocada en la Luna por David Scott, del Apolo 15.

La presencia humana también se ha manifestado a través de instalaciones espirituales y artísticas en el espacio exterior o en la Luna. Por ejemplo, el comandante de la misión Apolo 15, David Scott, dejó una Biblia en su vehículo lunar durante una actividad extravehicular en la Luna. El espacio también ha sido escenario de celebraciones religiosas, como la Navidad en la Estación Espacial Internacional.

## Ubicaciones
Para la presencia básica general en el espacio exterior, como en la presencia suborbital y orbital de la Tierra, véase el capítulo superpuesto de "Formas" de presencia humana en el espacio.

### Órbitas particulares
La presencia humana en la órbita terrestre y en la órbita heliocéntrica ha sido el caso de una serie de objetos artificiales desde el comienzo de los vuelos espaciales (ambos posiblemente con desechos desde 1957, pero con certeza desde 1958 con el Sputnik 1 y en 1959 con el Luna 1, respectivamente), y en órbitas heliocéntricas más interplanetarias desde 1961 con el Venera 1. Las órbitas extraterrestres distintas de la órbita heliocéntrica se han logrado desde 1966, comenzando con Luna 10 alrededor de la Luna y varias al mismo tiempo en órbita alrededor de la Luna ese mismo año, comenzando con Lunar Orbiter 1, y desde 1971 con Mariner 9 alrededor de otro planeta (Marte).
Los seres humanos también han utilizado y ocupado configuraciones coorbitales, en particular en diferentes puntos de liberación con órbitas halo, para aprovechar las ventajas de los llamados puntos de Lagrange.
Algunas misiones interplanetarias, en particular la sonda solar polar Ulysses y, en mayor medida, las Voyager 1 y 2, así como otras como las Pioneer 10 y 11, han entrado en trayectorias que las han sacado del plano de la eclíptica.

### Cuerpos extraterrestres
La humanidad ha llegado a diferentes tipos de cuerpos astronómicos, pero la presencia más prolongada y diversa (incluida la no humana, por ejemplo, plantas en germinación) ha sido en la Luna, sobre todo porque es el primer y único cuerpo extraterrestre que ha sido visitado directamente por los seres humanos.
Las sondas espaciales han establecido y mediado la presencia humana a nivel interplanetario desde sus primeras visitas a Venus. Marte ha tenido una presencia continua desde 1997,después de haber sido sobrevolado por primera vez en 1964 y aterrizado en 1971. Desde 2001, un grupo de misiones ha estado presente en Marte, incluida la presencia continua de una serie de rovers desde 2003.
Además de haber alcanzado algunos objetos de masa planetaria (es decir, planetas, planetas enanos o las lunas más grandes, llamadas lunas de masa planetaria), los seres humanos también han alcanzado, aterrizado y, en algunos casos, incluso devuelto sondas robóticas de algunos cuerpos pequeños del sistema solar, como asteroides y cometas, con una serie de sondas espaciales.
La región del Sistema Solar cercana a la corona solar, dentro de la órbita de Mercurio, con su elevada diferencia de potencial gravitatorio con respecto a la Tierra y el consiguiente alto delta-v necesario para alcanzarla, solo ha sido atravesada de forma considerable en órbitas muy elípticas por algunas sondas solares como Helios 1 y 2, así como por la más contemporánea Parker Solar Probe. Esta última es la que más se ha acercado al Sol, batiendo récords de velocidad con sus altitudes solares muy bajas en el apogeo perihelio.
Es posible que se reintroduzca la presencia humana directa más allá de la órbita de la Tierra si se siguen desarrollando los planes actuales para establecer estaciones de investigación tripuladas en Marte y en la Luna.

### Sistema solar exterior

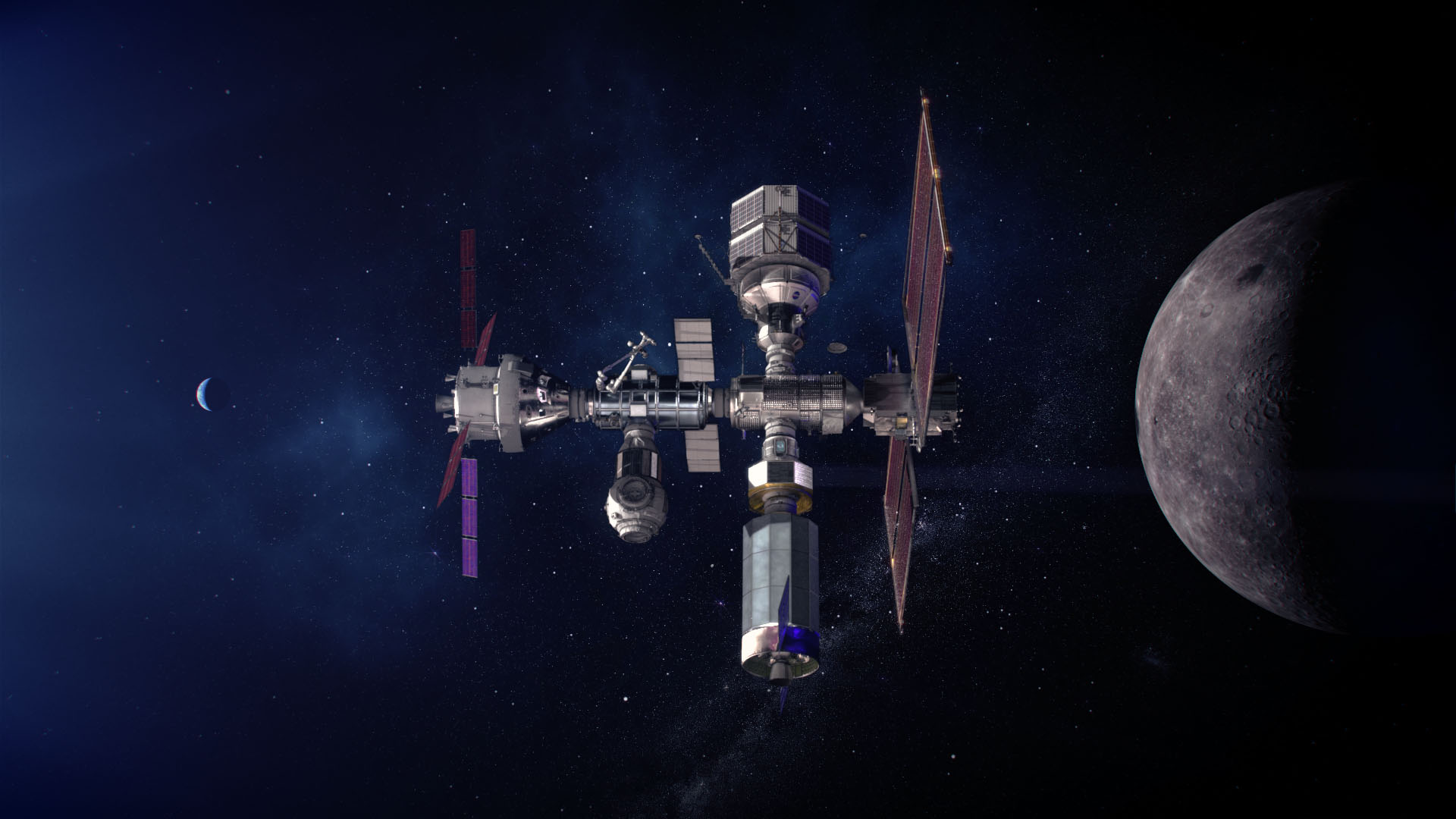
Concepto de la proyectada Puerta Lunar, que servirá de centro de comunicaciones, laboratorio científico, alojamiento a corto plazo para misiones tripuladas y zona de espera para vehículos en órbita lunar.

La presencia humana en el sistema solar exterior quedó establecida con la primera visita a Júpiter en 1973 por la Pioneer 10.Treinta años después, nueve sondas habían viajado al sistema solar exterior, y la primera sonda de este tipo (JUICE, el Explorador de las Lunas Heladas de Júpiter) de otra agencia espacial distinta de la NASA acababa de ser lanzada. Júpiter y Saturno son los únicos cuerpos del sistema solar exterior que han sido orbitados por sondas (Júpiter: Galileo en 1995 y Juno en 2016; Saturno: Cassini-Huygens en 2004), mientras que todas las demás sondas del sistema solar exterior han realizado sobrevuelos.
La luna de Saturno, Titán, con su atmósfera lunar especial, ha sido hasta ahora el único cuerpo del sistema solar exterior en el que ha aterrizado la sonda Cassini-Huygens Huygens en 2005.

### Salida
Varias sondas han alcanzado la velocidad de escape solar, siendo la Voyager 1 la primera en cruzar, tras 36 años de vuelo, la heliopausa y entrar en el espacio interestelar el 25 de agosto de 2012, a una distancia de 121 UA del Sol.

## Vivir en el espacio

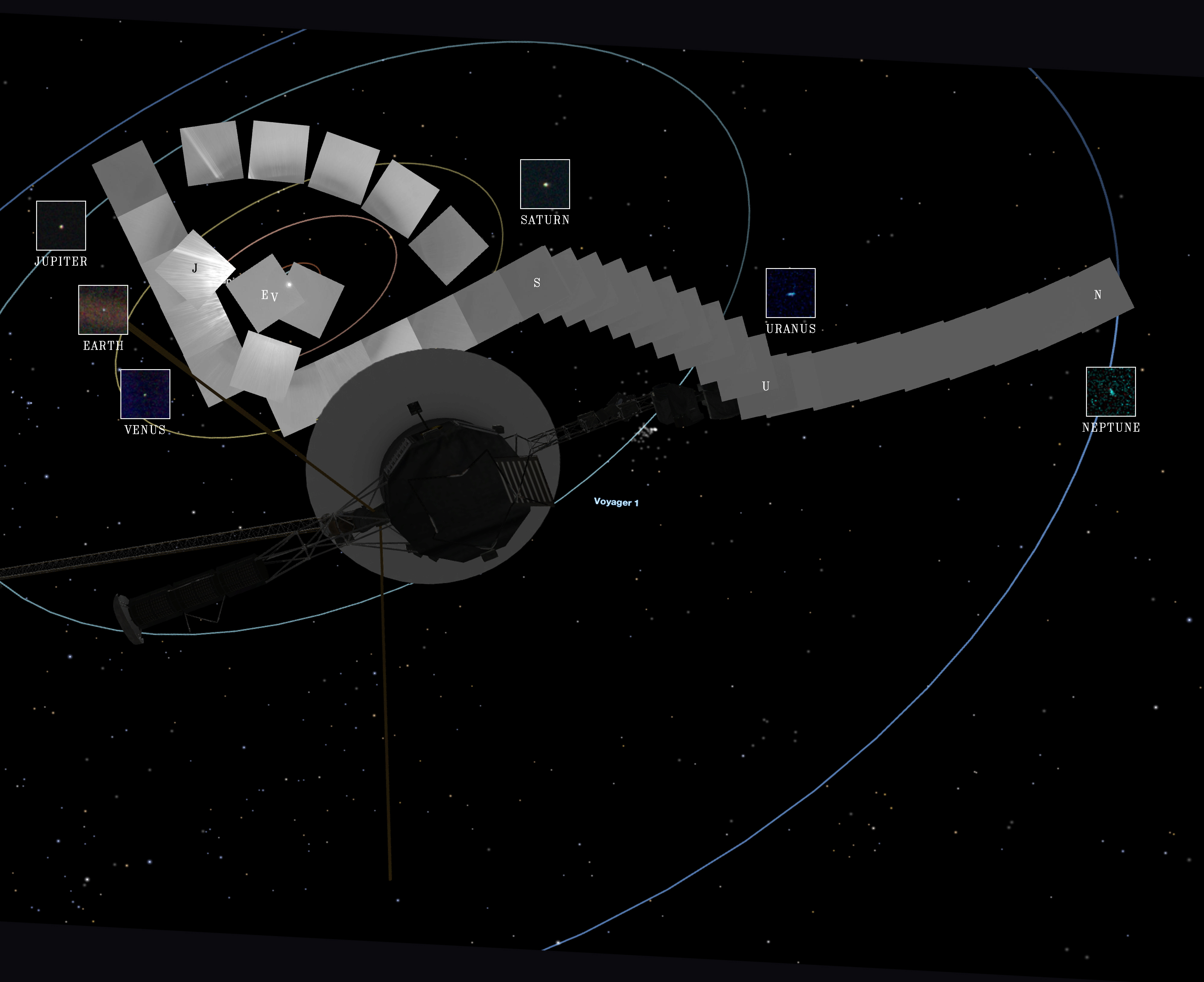
El collage Retrato de familia actualizado de las imágenes más recientes del Sistema Solar tomadas por la Voyager 1 (12 de febrero de 2020).

Vivir en el espacio exterior es fundamentalmente diferente a vivir en la Tierra. Se caracteriza por el entorno propio del espacio exterior, en particular su microgravedad (que produce ingravidez) y su vacío casi perfecto (que proporciona poca protección y expone sin obstáculos a la radiación y a materiales procedentes de muy lejos). Las necesidades cotidianas, como el aire, la presión, la temperatura y la luz, deben ser cubiertas por completo por los sistemas de soporte vital. Además, el movimiento, la ingesta de alimentos y la higiene se enfrentan a retos.

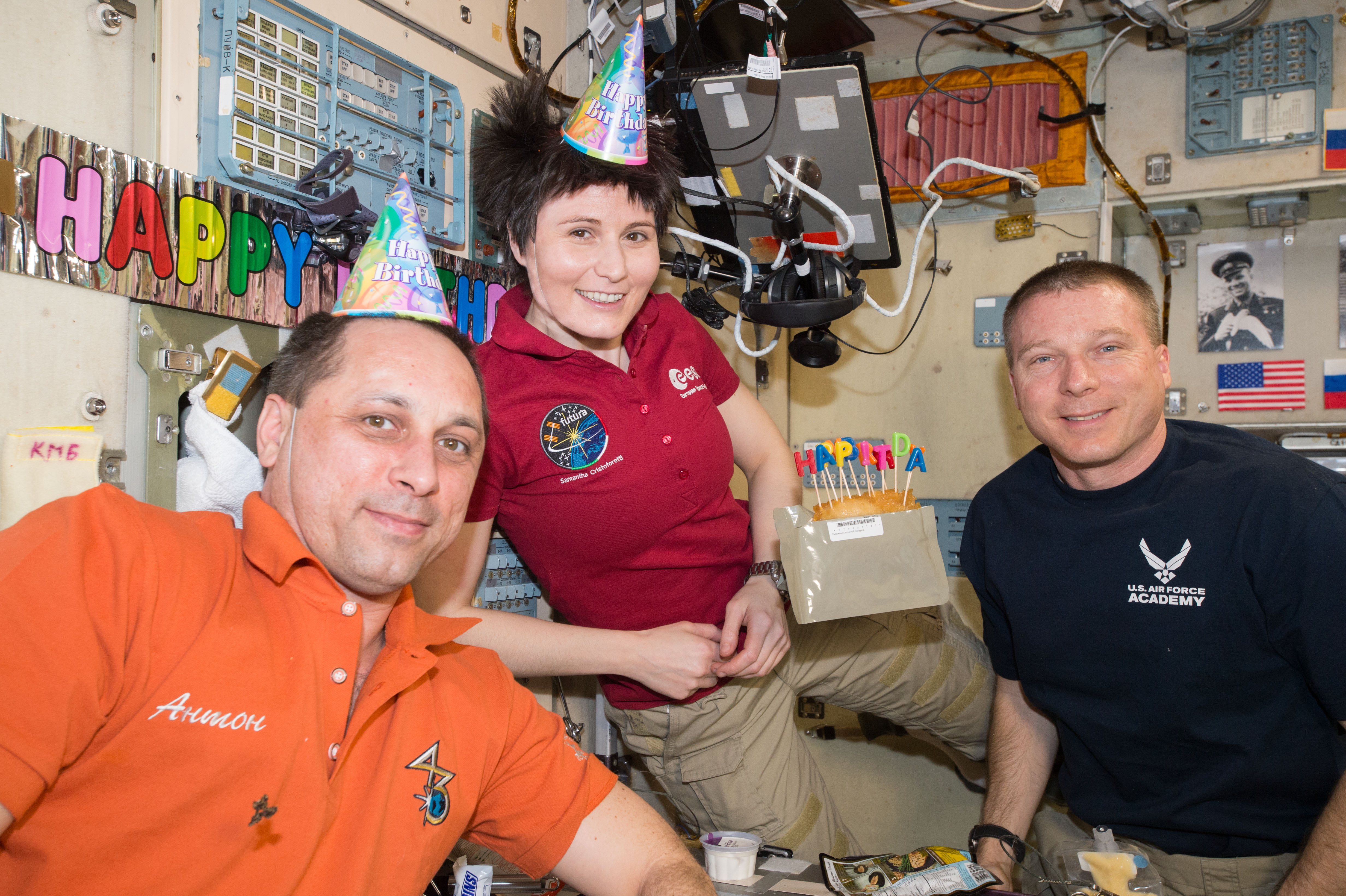
La tripulación de la Expedición 43 celebra un cumpleaños en Zvezda, el módulo de servicio de la ISS, 2015.

Las estancias de larga duración están especialmente amenazadas por la exposición generalizada a la radiación y los efectos de la microgravedad sobre la salud. Se han producido víctimas mortales debido a accidentes durante los vuelos espaciales, especialmente durante el lanzamiento y el reingreso. Con el último accidente en vuelo en el que murieron personas, el accidente del Columbia en 2003, el número total de víctimas mortales en vuelo ha ascendido a 15 astronautas y 4 cosmonautas, en cinco incidentes distintos.  Más de 100 personas han fallecido en accidentes durante actividades directamente relacionadas con vuelos espaciales o pruebas. Ninguno de ellos permaneció en el espacio, pero desde 1992 se han llevado pequeñas partes de los restos de personas fallecidas al espacio orbital para su entierro espacial y, de forma controvertida, incluso a la Luna desde 1999.
La bioastronáutica, la medicina espacial, la tecnología espacial y la arquitectura espacial son campos que se ocupan de mitigar los efectos del espacio sobre los seres humanos y los no humanos.

### Cultura

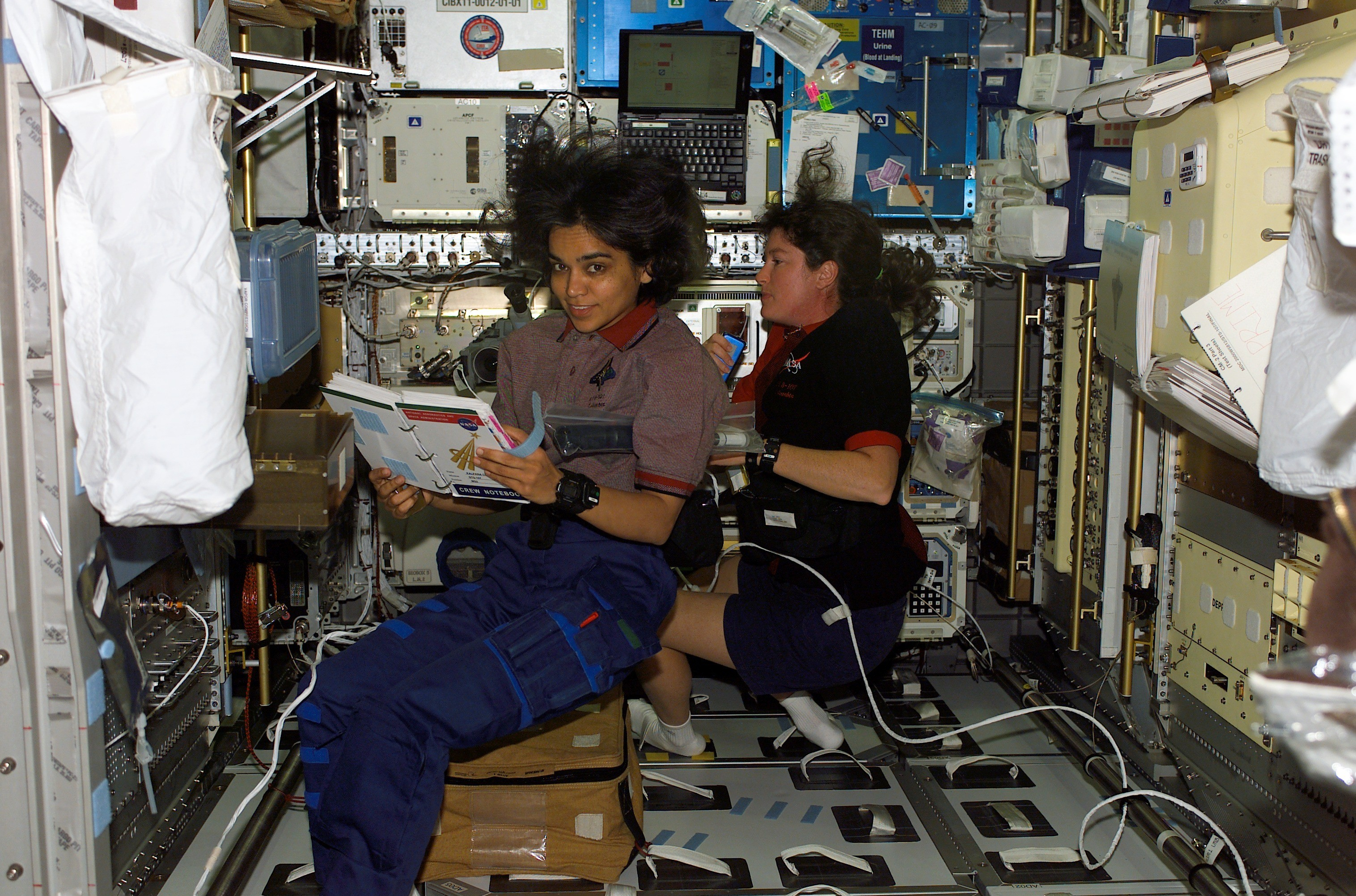
Kalpana Chawla (en primer plano), la primera mujer india en el espacio, y Laurel Clark en la misión STS-107 antes del fatal vuelo de regreso de la tripulación, 2003.

Se han iniciado investigaciones sobre la cultura y las "microsociedades" que se forman en el espacio, y los arqueólogos espaciales analizan los residuos de los entornos espaciales para conocer la vida de los astronautas. También se han estudiado algunos incidentes en los que astronautas de diferentes países han tenido dificultades para llevarse bien.

## Impacto, protección medioambiental y sostenibilidad

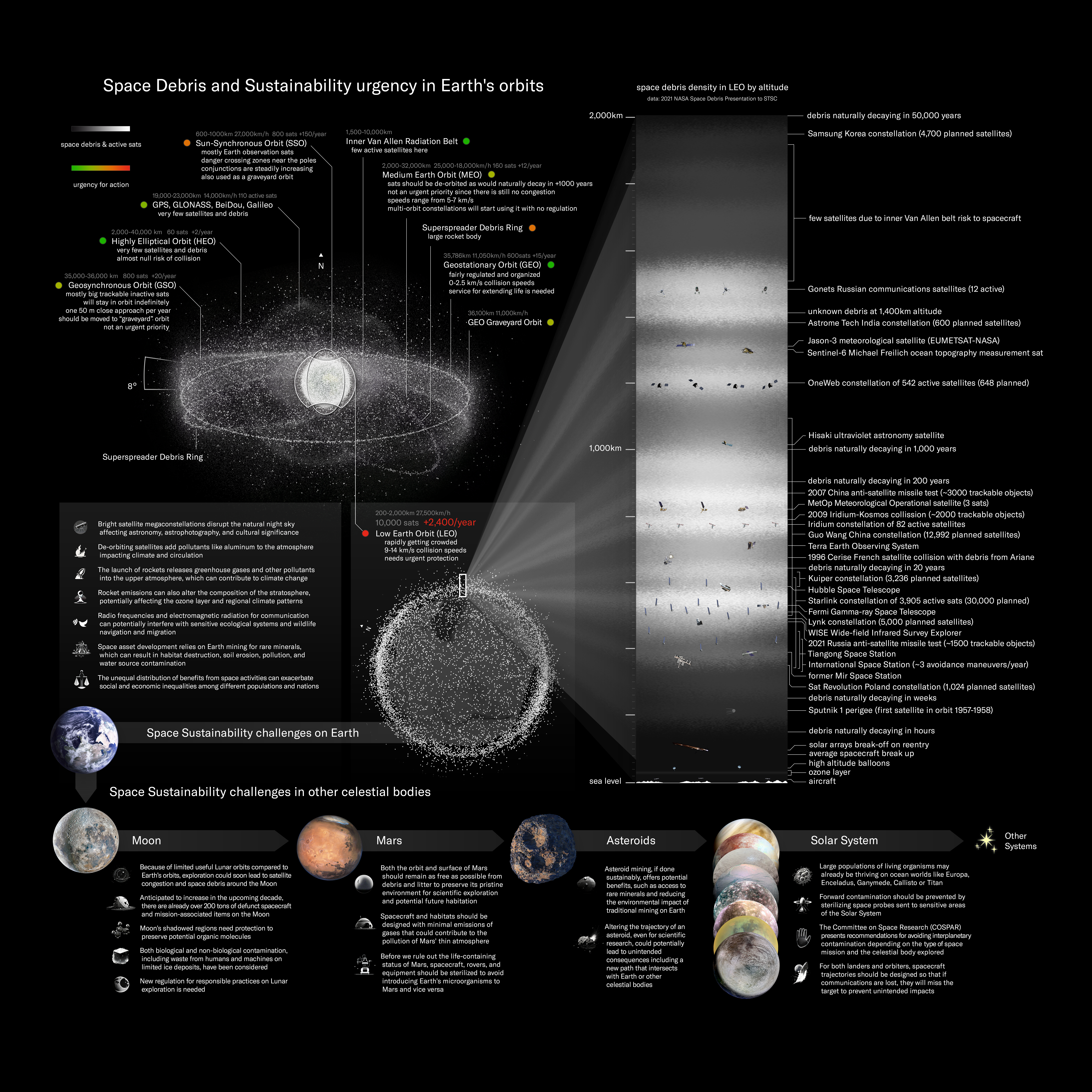
Panorama de las principales cuestiones de sostenibilidad espacial

La actividad espacial humana y su consiguiente presencia pueden tener y han tenido un impacto tanto en el espacio como en la capacidad de acceder a él. Este impacto de la actividad y la presencia humanas en el espacio, o su potencial, ha creado la necesidad de abordar cuestiones relacionadas con la protección planetaria, los desechos espaciales, los riesgos nucleares, la contaminación radioeléctrica y la contaminación lumínica, así como la reutilización de los sistemas de lanzamiento, para que el espacio no se convierta en una zona de sacrificio.
La sostenibilidad ha sido un objetivo del derecho espacial, la tecnología espacial y la infraestructura espacial, y las Naciones Unidas consideran necesario promover la sostenibilidad a largo plazo de las actividades espaciales en la ciencia y las aplicaciones espaciales, mientras que Estados Unidos la considera un objetivo crucial de su política espacial y su programa espacial actuales.
La presencia humana en el espacio se nota especialmente en la órbita alrededor de la Tierra. El espacio orbital alrededor de la Tierra ha visto una presencia humana cada vez mayor y más extensa, lo que, además de sus beneficios, también ha supuesto una amenaza al generar desechos espaciales, lo que podría provocar el llamado síndrome de Kessler. Esto ha planteado la necesidad de regular y mitigar dicha situación para garantizar un acceso sostenible al espacio ultraterrestre.

## Estudio y recepción

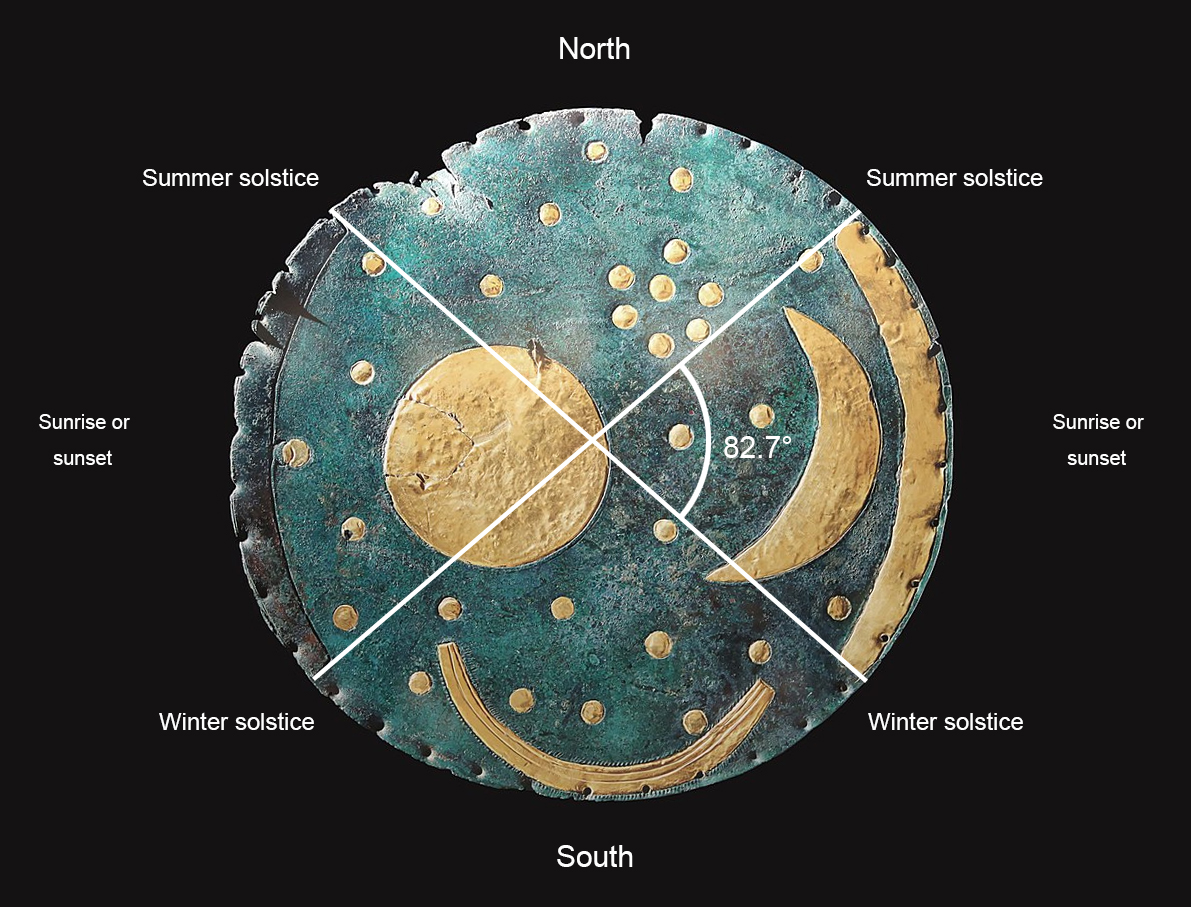
El disco celeste de Nebra (c. 1800-1600 a.C.), uno de los artefactos astronómicos más antiguos, que muestra el Sol, posiblemente las Pléyades y la Luna en forma de media luna, y bandas doradas en el lateral del disco que marcan los solsticios de verano e invierno, y la parte superior que representa el horizonte y el norte.

Desde la prehistoria, los seres humanos, tanto a título individual como colectivo, se han dedicado a desarrollar su percepción del espacio sobre la Tierra, o del cosmos en general, y a definir su lugar en él.
Las ciencias sociales han estudiado estas obras de los seres humanos desde la prehistoria hasta la actualidad en campos que van desde la arqueoastronomía hasta la astronomía cultural. Con la actividad y la presencia humanas reales en el espacio, se ha añadido la necesidad de campos como la astrosociología y la arqueología espacial.

### La presencia humana observada desde el espacio
La observación de la Tierra ha sido una de las primeras misiones de los vuelos espaciales, lo que ha dado lugar a una densa presencia contemporánea de satélites de observación de la Tierra, con una gran variedad de usos y beneficios para la vida en la Tierra.
Algunos astronautas han informado de que ver la presencia humana desde el espacio, especialmente por parte de los propios seres humanos, provoca un cambio cognitivo en la percepción, especialmente al ver la Tierra desde el espacio exterior. Este efecto se ha denominado "efecto perspectiva".

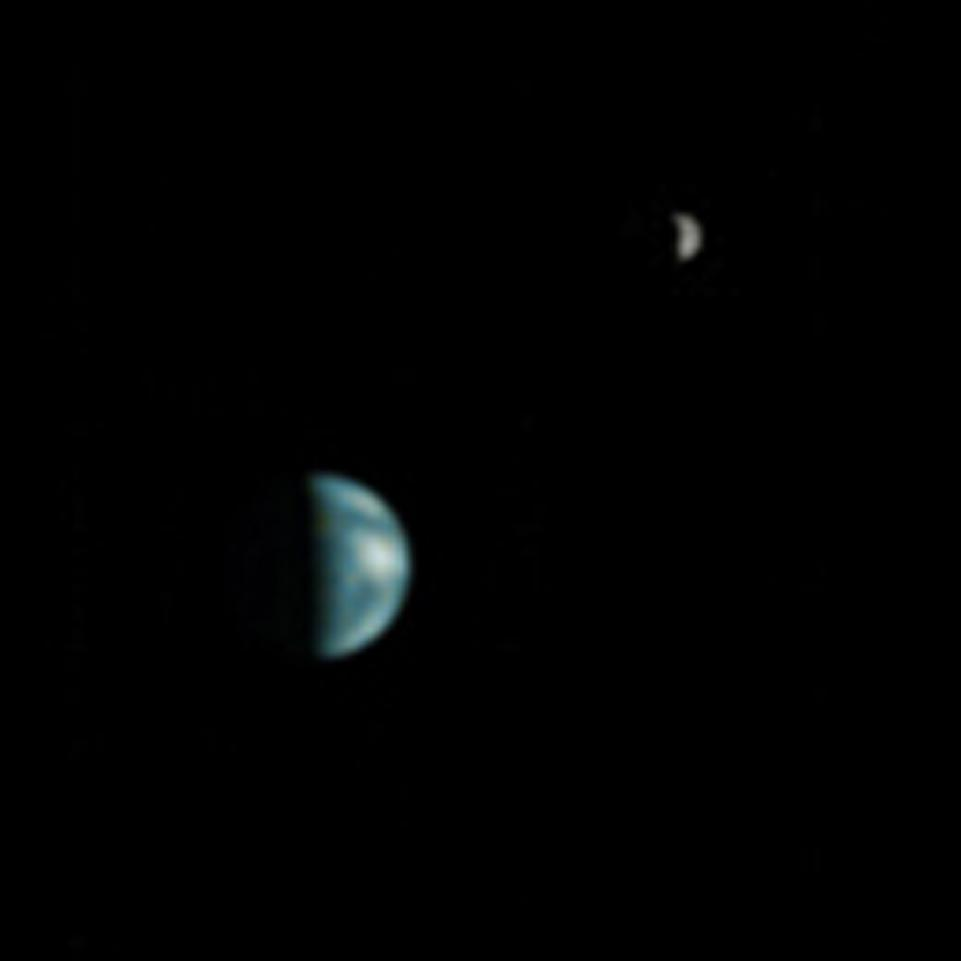
La Tierra y la Luna desde Marte, captadas por Mars Global Surveyor el 8 de mayo de 2003, 13:00 UTC. América del Sur es visible.

### Observación del espacio desde el espacio
Paralelamente al efecto de visión general mencionado anteriormente, se ha introducido el término "efecto de visión ultra" para referirse a la respuesta subjetiva de intenso asombro que algunos astronautas han experimentado al ver grandes "campos de estrellas" mientras se encontraban en el espacio. 
Los observatorios espaciales como el telescopio espacial Hubble han estado presentes en la órbita de la Tierra, beneficiándose de las ventajas de estar fuera de la atmósfera terrestre y lejos de su ruido radioeléctrico, lo que da lugar a resultados de observación menos distorsionados.

### Presencia humana directa y mediada
En relación con el largo debate sobre qué constituye la presencia humana y cómo debe vivirse, el debate sobre la presencia humana directa (por ejemplo, tripulada) y mediada (por ejemplo, no tripulada) ha sido decisivo para la forma en que los responsables de la política espacial han elegido la presencia humana y sus fines.
La relevancia de esta cuestión para la política espacial ha aumentado con el avance y las posibilidades resultantes de la telerrobótica, hasta el punto de que la mayor parte de la presencia humana en el espacio se ha realizado de forma robótica, dejando atrás la presencia humana directa.

### Localización en el espacio
La ubicación de la presencia humana ha sido estudiada a lo largo de la historia por la astronomía y fue significativa para relacionarse con los cielos, es decir, con el espacio exterior y sus cuerpos.

La histórica discusión entre el geocentrismo y el heliocentrismo es un ejemplo de la ubicación de la presencia humana.

### Escenarios y relaciones con el espacio más allá de la presencia humana
Véase también: Paradoja de Fermi, Protección planetaria, Pueblos no contactados, Búsqueda de vida extraterrestre, SETI activo, Primer contacto (antropología), Hipótesis de la Tierra rara, Hipótesis del zoológico, Política posterior a la detección, Problema fuera de contexto, Sentido de la vida, Condición humana, Antropocentrismo, Especismo, Chauvinismo del carbono, Espacio y supervivencia, y Existencia
Las realizaciones de las escalas del espacio se han tomado como tema para discutir la existencia humana y de la vida o las relaciones con el espacio y el tiempo más allá de ellos, con cierta comprensión de la presencia de la humanidad o la vida como una singularidad o algo que está aislado, reflexionando sobre la paradoja de Fermi.
Se han planteado diversos argumentos sobre cómo relacionarse con el espacio más allá de la presencia humana, y algunos ven el espacio más allá de los seres humanos como una razón para aventurarse en él y explorarlo, otros buscan el contacto con vida extraterrestre, y otros defienden la protección de la humanidad o la vida frente a sus posibilidades. 
Las consideraciones sobre la integridad ecológicay la independencia de los cuerpos celestes, en contraposición a la concepción explotadora del espacio como algo muerto, especialmente en el sentido de terra nullius, han planteado cuestiones como los derechos de la naturaleza.

## Propósitos y usos
El espacio y la presencia humana en él han sido objeto de diferentes agendas.
La presencia humana en el espacio, en sus inicios, se vio impulsada por la Guerra Fría y la carrera espacial que esta generó. Durante este periodo, la competencia tecnológica, nacionalista, ideológica y militar fueron los factores dominantes que impulsaron la política espacial y la actividad resultante, en particular la presencia humana directa en el espacio.
Con el declive de la carrera espacial, que concluyó con la cooperación en los vuelos espaciales tripulados, en la década de 1970 la atención se centró más en la exploración espacial y la telerrobótica, con una serie de logros y avances tecnológicos. La exploración espacial significaba entonces también el compromiso de los gobiernos en la búsqueda de vida extraterrestre.
Dado que la actividad y la presencia humanas en el espacio han generado beneficios derivados, además de los mencionados anteriormente, como los satélites de observación de la Tierra y de comunicaciones para uso civil, la cooperación internacional para promover dichos beneficios de la presencia humana en el espacio creció con el tiempo. En particular, con el fin de continuar con los beneficios de la infraestructura espacial y la ciencia espacial, las Naciones Unidas han impulsado la protección de la actividad humana en el espacio exterior de forma sostenible.
Con el llamado NewSpace contemporáneo, el objetivo de la comercialización del espacio ha crecido junto con la narrativa de la habitabilidad del espacio para la supervivencia de algunos seres humanos lejos de la Tierra y sin ella, lo que a su vez ha sido analizado críticamente y ha puesto de relieve los fines colonialistas de la actividad y la presencia humanas en el espacio.Esto ha dado lugar a un compromiso más profundo en los campos del medio ambiente espacial y la ética espacial.

### Resumen de los diferentes propósitos y usos
- Exploración espacial#Fundamentos
- Investigación espacial
- Astronomía
- Observatorio espacial
- Búsqueda de vida extraterrestre (véase también primer contacto)
- Comunicación
- Vuelos espaciales/transporte espacial
- Uso comercial del espacio
- Turismo espacial
- Minería espacial (véase también chovinismo superficial y superficialismo)
- Fabricación espacial
- Estrategias de mitigación de asteroides
- Aislacionismo
- Potencia y competencia nacional o privada (véase Carrera espacial)
- Militarización del espacio
- Emigración de la Tierra
- Integración o naturalización (véase también naturalización biológica, como la pantropía)
- Presión demográfica (por ejemplo, debido al consumo excesivo)
- Migración forzosa
- Escapismo
- El desarrollo espacial como objetivo del progreso (véase también Nueva Frontera)
- Expansionismo
- Colonización espacial
- Misión civilizadora
- Terraformación (véase también Ética de la terraformación)